# 크리시포스

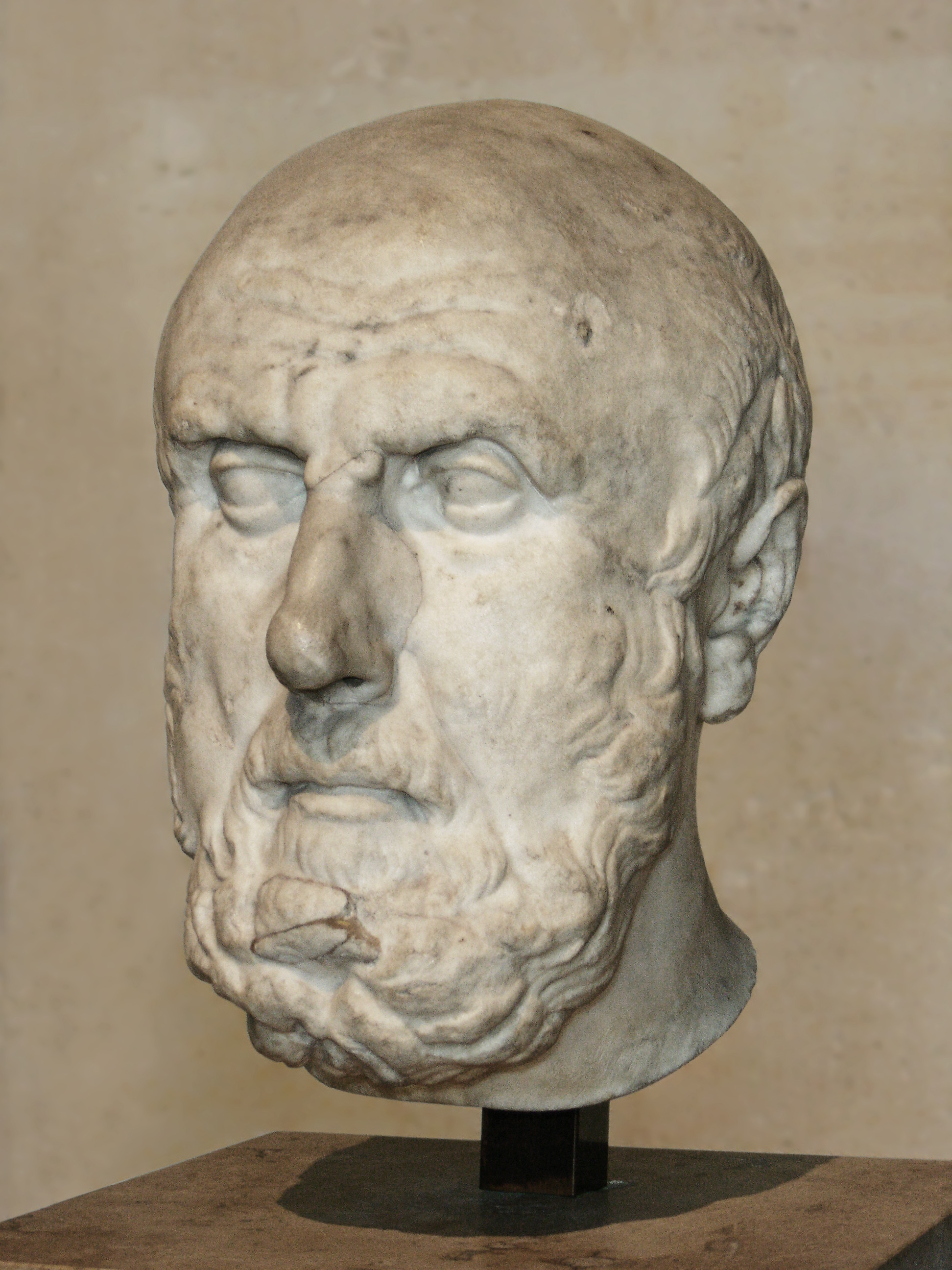
크리시포스의 부분 대리석 흉상, 루브르 박물관

솔로이의 크리시포스(고대 그리스어: Χρύσιππος ὁ Σολεύς 크리시포스 호 솔레우스[*], 기원전 280년? - 기원전 207년?)는 초기 그리스 스토아 학파의 철학자이다. 소아시아의 솔로이(고대 그리스어: Σόλοι) 출신이다.
클레안테스의 제자이자 후계자로, BC 230년 스토아 학파의 세 번째 수장(首長)이 된다. 엄청난 다작가이며 반드시 독창적인 사상가는 아니었으나 스토아 사상을 체계화하는 데 커다란 공적을 남겼다. 특히 논리학에 관심이 많았으며, 자신만만한 사람이어서 "내가 없으면 스토아 학파는 존재치 않을 것"이라고 말했다고 전해진다. 그 후 스토아 사상은 파나이티오스, 포세이도니오스(기원전 135년 ?-기원전 51년)(중기 스토아) 등 로마의 지배계급과 친교가 있었던 사람들에 의해 로마로 중심이 옮겨졌다. 중기 이후의 스토아는 한편에서는 플라톤의 입장이 대폭적으로 받아들여져 2원론적 색채를 농후하게 하였다. 다른 한편, 로마인의 실리적 국민성에 적응하기 위해 처세 훈화하여 가고, 또 종교적 경향을 띠며 학파로서는 상당한 변질을 보였다.

## 같이 보기
- 만물회복설
- 직시
- 논리사
- 에밀 브레이에

## 참고 문헌
- Émile Bréhier, Chrysippe et l'ancien stoicisme (Paris, 1951).
- Diogenes Laertius, Lives and Opinions of Eminent Philosophers (New York, 1925).
- Dufour, Richard - Oeuvre philosophique / Chrysippe ; textes traduits et commentés par Richard Dufour Paris : Les Belles Lettres, (2004), 2 volumes (logic and physics).
- P. Edwards (ed), Stoicism, The Encyclopedia of Philosophy, vol. 8 (MacMillan, Inc, 1967) 19-22.
- J. B. Gould, The philosophy of Chrysippus (Albany, NY, 1970).
- D. E. Hahm, Chrysippus' solution to the Democritean dilemma of the cone, Isis 63 (217) (1972), 205-220.
- T. L. Heath, A History of Greek Mathematics, Vol 1: From Thales to Euclid. (Oxford, 1921).
- H. A. Ide, Chrysippus's response to Diodorus's master argument, Hist. Philos. Logic 13 (2) (1992), 133-148.
- David Sedley, Chrysippus. In: E. Craig (ed.), Routledge Encyclopedia of Philosophy, vol. 2 (London-New York, 1998), 346-347.
- J. O. Urmson, Jonathan Rée, "Chrysippus" entry in The Concise Encyclopedia of Western Philosophy, 2005, pages 73–74 of 398 pages, ISBN 0-415-32923-X, Google Books: Books-Google-ConEWP 보관됨 2014-01-08 - 웨이백 머신.